# Ruderergometer

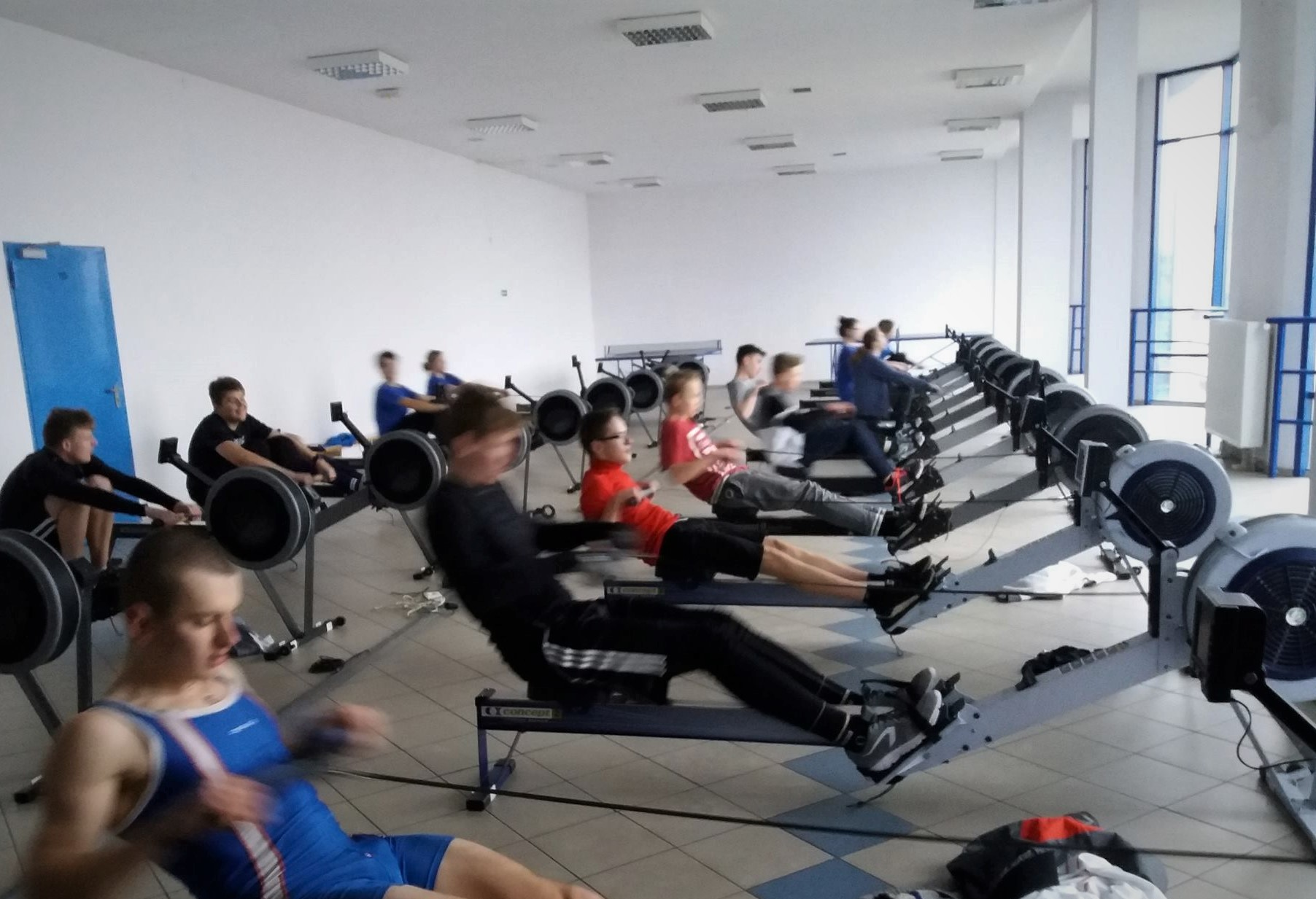
Junge Ruderer beim Training auf Ruderergometern.

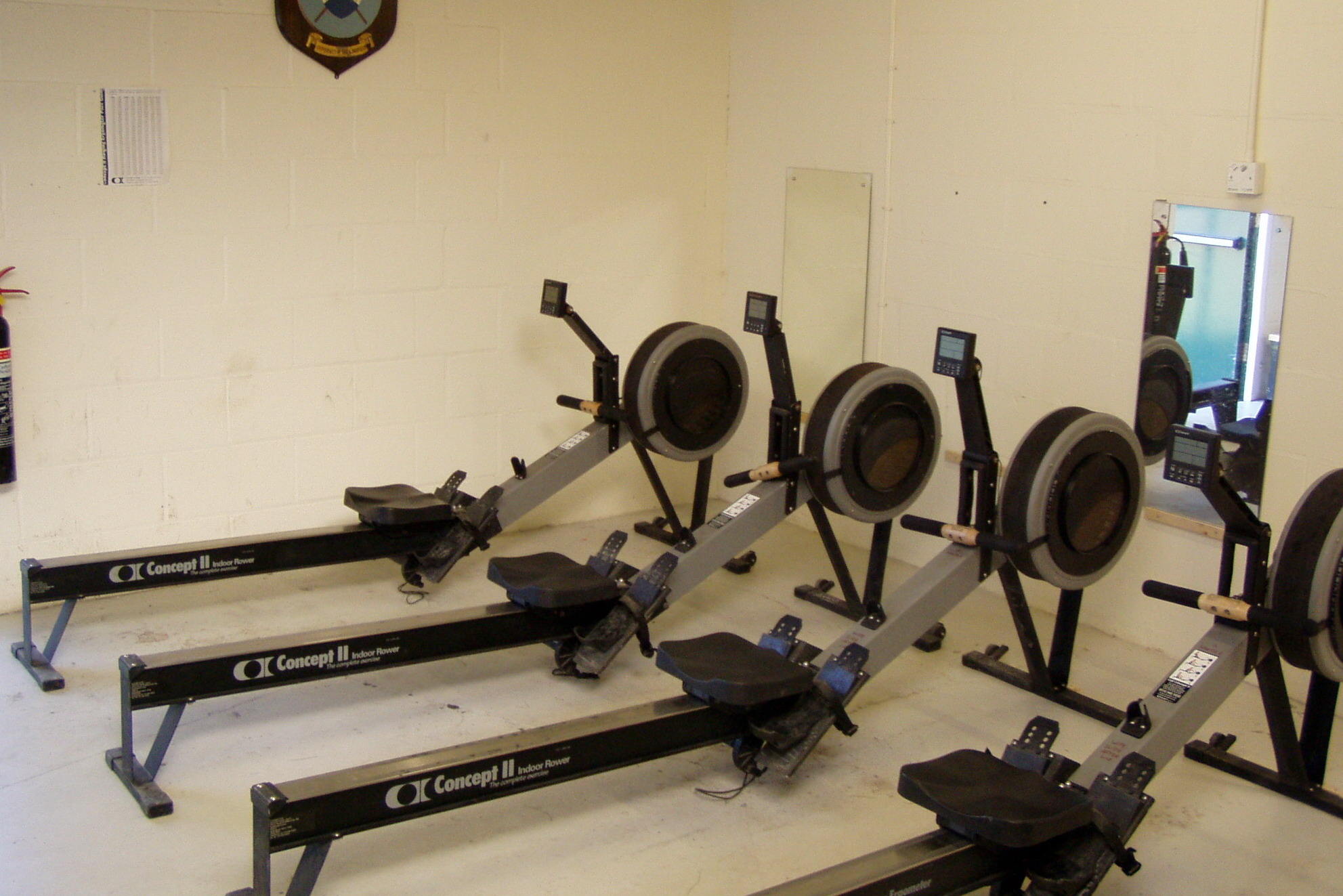
Ruderergometer (Model C) des Herstellers Concept2.

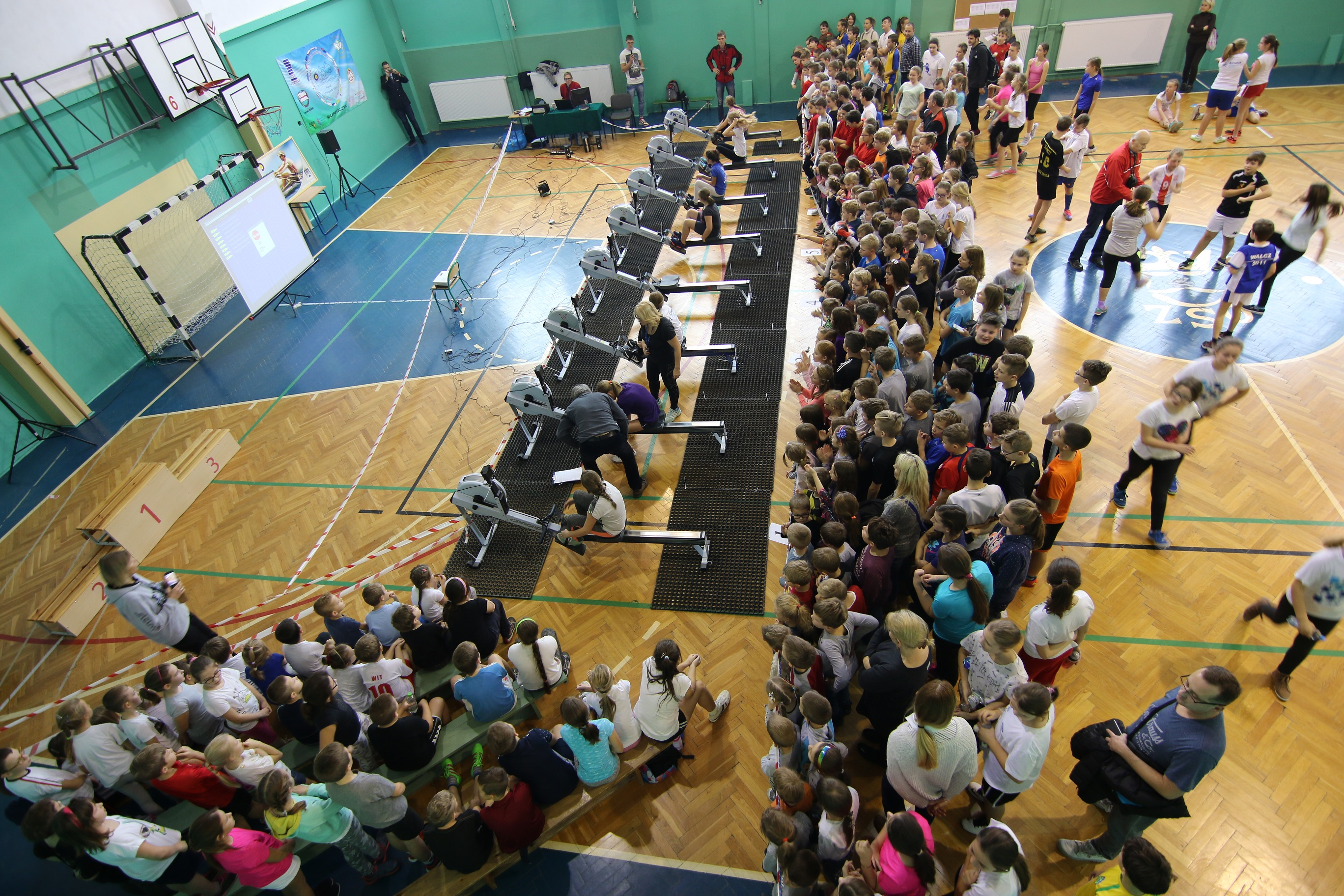
Schülerwettbewerb im Ergorudern.

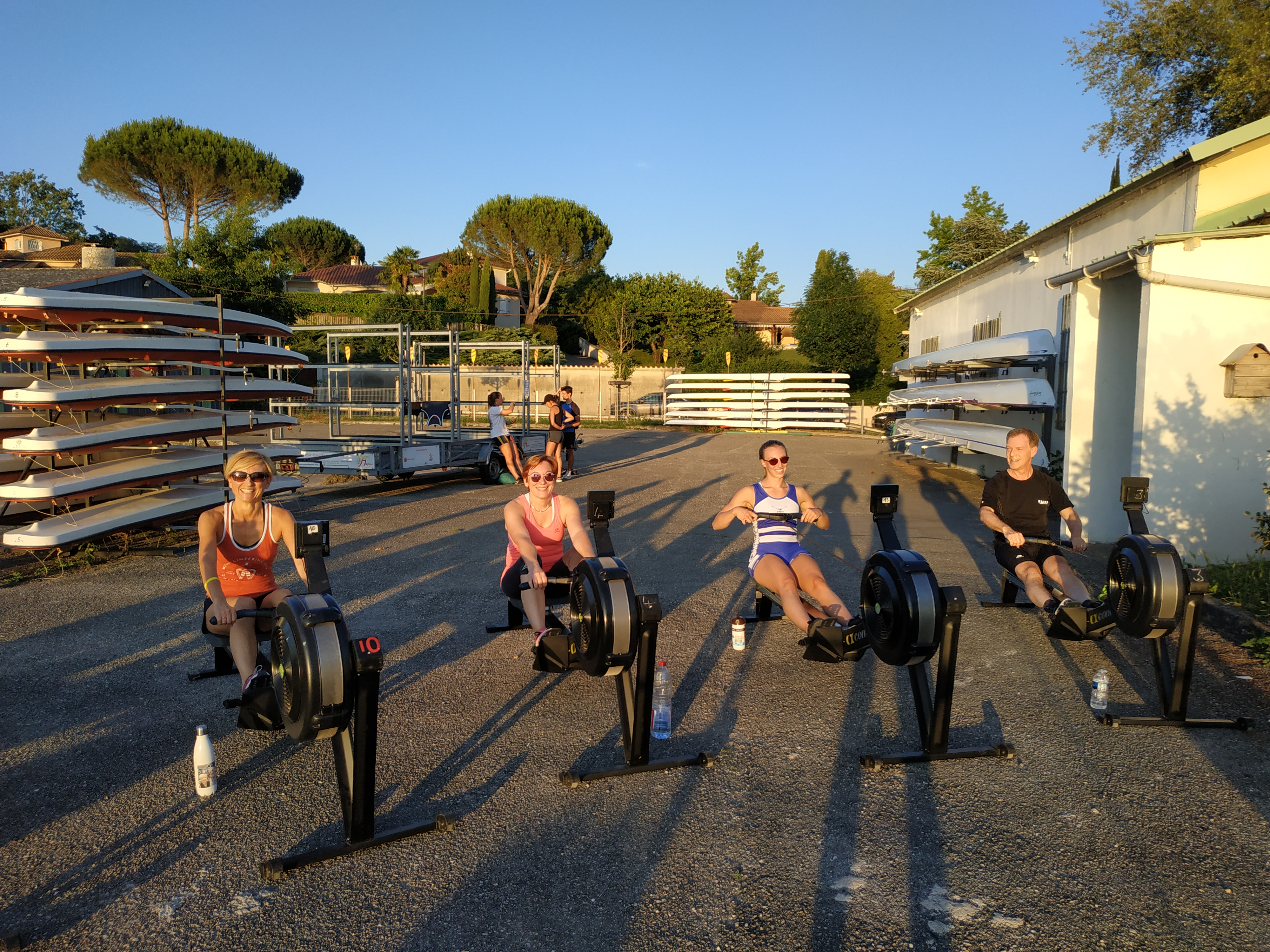
Training auf Ruderergometern unter freiem Himmel.

Ein Ruderergometer (auch Rudergerät oder engl. Indoor Rower genannt) ist ein Sportgerät, mit dem die Bewegungsabläufe in einem Ruderboot an Land simuliert werden können. Der hieraus entstandene Sport wird Ergorudern (sowie engl. Indoor Rowing) genannt.

## Geschichte
Im Rudersport werden Leistungstests auf Ruderergometern bereits seit Ende der 1970er-Jahre durchgeführt, um die Ausdauer von Athleten zu beurteilen. Leistungstests als Stufentest oder der 2000-Meter-Maximaltest sind standardisiert und werden im Leistungssport regelmäßig absolviert. Auch im Breitensport, bei Trainingssystemen wie Crossfit oder in Fitnessstudios haben Ruderergometer eine zunehmend stärkere Verbreitung.
Erste Ruderergometer zur Steigerung der Kondition gab es bereits Ende des 19. Jahrhunderts, wie Patente entsprechender Konstruktionen aus den Vereinigten Staaten belegen. Zudem stellte der Narragansett Boat Club in Providence erste eigene Ruderergometer her, die jedoch die Bedingungen beim Rudern auf dem Wasser nur geringfügig simulieren konnten. Ab 1957 entwickelten die beiden Australier John Harrison und Frank Cotton mittels Eisenrad und Magnetwiderstand ein akkurateres Ruderergometer. In den 1970er-Jahren entwarf der Norweger Einar Gjessing ein Ruderergometer, das eine spiralförmige Riemenscheibe samt Schwungrad besaß und für lange Zeit zum Standard bei der Leistungsmessung gehörte. 1980 stellte schließlich die Firma Repco das erste Ruderergometer mit Luftwiderstand vor.
Seit 1981 gilt die Firma Concept2 als wegweisend im Bereich der Ruderergometer, deren Produkte einen beweglichen und an einer Schiene montierten Sitz aufweisen sowie ab 1986 erstmals mit digitaler Anzeige zur Messung und Auswertung der erbrachten Leistung ausgestattet werden. Alternativ dazu entwickelte 1995 der Niederländer Casper Rekers ein Ruderergometer, bei dem mittels vollständiger Bewegung sowohl des Widerstandrads als auch des Sitzes ein noch realistischeres Rudergefühl auftreten soll und dessen Konzept inzwischen von den Firmen RowPerfect und Oartec eingesetzt wird.
Mittlerweile gibt es verschiedene Ruderergometer, mit durch Reibung, Luft, Magnetismus oder Wasser gebremsten Widerstandssystemen. Moderne Ruderergometer informieren mit Hilfe von Displays zusätzlich zur Leistung in Watt über Trainingsdaten wie Herzfrequenz, Schlagfrequenz, Trainingsstrecke, Energieverbrauch oder den Kraftverlauf in Form einer Kraftkurve. Zur Steigerung der Motivation tragen kabellose Ruderrennen und kleine Spiele bei. Die Sportart hat aufgrund virtueller Rennsimulationen über Apps wie Exr oder Kinomap außerdem an zusätzlicher Attraktivität gewonnen. Neben den bereits genannten Herstellern produzieren auch Firmen wie Augletics, Decathlon, Hammer, Kettler, LifeFitness, TechnoGym, Tunturi, Sport Tiedje und WaterRower populäre Ruderergometer.

## Wettkämpfe
Seit im Jahr 1981 das Ruderergometer Model A der Firma Concept2 auf den Markt kam, finden Wettkämpfe im Ergorudern fast ausschließlich auf Concept2-Ruderergometern statt. Die traditionsreichsten Wettkämpfe sind die CRASH-B World Indoor Rowing Championships in den Vereinigten Staaten. Parallel dazu veranstaltet der Weltruderverband alljährlich die World Rowing Indoor Championships sowie ergänzend die European Rowing Indoor Championships. Wettkämpfe auf Ruderergometern sind zudem seit 2017 Bestandteil der World Games. Über dies haben sich in einer Vielzahl von Ländern Wettkampfserien auf dem Concept2-Ruderergometer etabliert, die auch von nationalen Ruderverbänden organisiert werden.
In Deutschland wurde 1996 erstmals eine Deutsche Ruderergometer-Meisterschaft ausgetragen. Es finden darüber hinaus landesweit jährlich über zwanzig regionale Wettbewerbe im Ergorudern statt. Zu den größten zählen unter anderem der Alster-Cup in Hamburg, der Indoor-Cup in Essen sowie die alljährliche Hochschulmeisterschaft im Ergorudern in Leipzig. Deutsche Athleten, die erfolgreich bei renommierten Ergoruderwettbewerben teilnahmen, sind unter anderem Tim Grohmann und Kathrin Boron. 2019 gewannen außerdem Oliver Zeidler und Jason Osborne in ihren jeweiligen Gewichtsklassen die Weltmeisterschaft im 2000-Meter-Ergorudern.
Darüber hinaus vergibt der Deutsche Ruderverband seit 2023 für entsprechende Leistungen auf dem Ruderergometer das sogenannte Indoor-Rowing-Sportabzeichen in Bronze, Silber, Gold oder Platin.

## Rudertechnik
Die Rudertechnik auf einem Ruderergometer entspricht weitestgehend der Bewegung in einem Ruderboot. Sie unterscheidet sich jedoch leicht, je nachdem ob auf einem statischen oder dynamischen Rudergerät trainiert wird. In der Auslage sind Hüft-, Knie- und Sprunggelenk gebeugt. Die Unterschenkel sind senkrecht, der Oberkörper liegt fast auf den Oberschenkeln auf. Die Arme sind natürlich gestreckt. Der Durchzug beginnt mit dem Strecken der Beine. Schultern und Oberkörper werden eingespannt und bewegen sich während des Beinstoßes kontinuierlich Richtung Rücklage. Die Arme werden erst gebeugt, wenn die Hände in Höhe der Knie angelangt sind. In der Rücklage sind die Beine gestreckt, ohne die Knie durchzudrücken. Der Oberkörper wird in einer leichten Rücklage stabilisiert. Der Griff wird bis an den unteren Rippenbogen gezogen, die Ellenbogen werden nahe am Körper vorbeigeführt. Unmittelbar nach dem Durchzug werden die Arme gestreckt und dabei die Hände bis zu den Knien geführt. Der Oberkörper folgt der Bewegung der Hände und wird flüssig aus der Rücklage aufgerichtet. Erst nach dem Aufrichten des Oberkörpers setzt das Rollen ein. Das Vorrollen erfolgt bewusst und entspannt mit gleichmäßiger Geschwindigkeit.